# Grandjean (Charente-Maritime)
Grandjean é uma comuna francesa na região administrativa da Nova Aquitânia, no departamento de Charente-Maritime. Estende-se por uma área de 6,1 km². Em 2010 a comuna tinha 310 habitantes (densidade: 50,8 hab./km²).